# Tuksongo
Tuksongo is een bestuurslaag in het regentschap Magelang van de provincie Midden-Java, Indonesië. Tuksongo telt 3349 inwoners (volkstelling 2010).